# Serge Besnard
Serge Besnard (* 6. April 1949 in Paris; † 27. August 2002) war ein französischer Fußballspieler und -trainer.

## Spielerkarriere
Besnard begann das Fußballspielen beim CA Montreuil nahe Paris, von wo aus er 1968 zum Pariser Traditionsverein Red Star FC wechselte. Als Jugendlicher durchlief er verschiedene französische Jugendnationalmannschaften und spielte zuletzt für die U-21. Während der Spielzeit 1968/69 debütierte Besnard zwar für den vom kommunistischen Milliardär Jean-Baptiste Doumeng unterstützten Verein; er musste jedoch bis zur Saison 1970/71 auf regelmäßige Einsätze warten und avancierte dann zum Stammspieler. Zugleich übernahm er die Rolle des Elfmeterschützen seiner Mannschaft, mit der er 1973 in die zweite Liga abstieg, ein Jahr später aber den direkten Wiederaufstieg erreichte. 
Nachdem er 1975 mit der Mannschaft erneut abgestiegen war, kehrte er Paris nach sieben Jahren den Rücken und unterschrieb beim Erstligisten OSC Lille. Mit dem von finanziellen Problemen belasteten Verein musste er 1977 den Abstieg in die zweite Liga hinnehmen und erreichte ein Jahr darauf den Wiederaufstieg. Dank eines ersten Tabellenplatzes wurde er zudem Zweitligameister, was er schon 1974 mit Paris gewesen war. 1979 ging der Spieler zum FC Tours, wo er ein Jahr später als Stammspieler zum dritten Mal in seiner Karriere in die erste Liga aufstieg. Dort verbrachte er eine Spielzeit, in deren Verlauf er bei jedem Spiel auf dem Platz stand. Anschließend büßte er allerdings seinen Stammplatz ein und stieg 1983 darüber hinaus ab. Der damals 34-Jährige entschied sich für die Beendigung seiner aktiven Laufbahn.

## Trainerkarriere
Direkt im Anschluss an sein Karriereende übernahm Besnard den Trainerposten bei der zweiten Mannschaft von Tours. Im Januar 1985 wurde er als Nachfolger von Guy Briet zum Trainer der Profimannschaft, die er vor dem Abstieg aus der ersten Liga bewahren sollte. Obwohl er an dieser Aufgabe scheiterte, durfte er seinen Posten behalten, bis er im Januar 1986 nach einem Jahr im Amt entlassen wurde. Von 1988 an war er drei Jahre lang Trainer des Drittligisten Stade Raphaëlois. Besnard starb 2002 an den Folgen eines Herzinfarkts.